# Петро Симоненко
Петро Миколајович Симоненко (укр. Петро́ Микола́йович Симоне́нко; рус. Пётр Никола́евич Симоне́нко; Доњецк, 1. август 1952) је украјински политичар и први секретар Комунистичке партије Украјине која је забрањена 2015.

## Биографија
Рођен је 1952. године у Доњецку. Године 1974, завршио је студиј на Доњецком политехничком институту, поставши инжењер-електромеханичар. После школовања, радио је као конструктор у институту „Дондњепроугљемаш“. Чланом Комунистичке партије Совјетског Савеза постао је 1978. године. Током 1980-их, радио је као партијски функционер. Од 1993. године је секретар обновљене Комунистичке партије Украјине, а од 1994. посланик у Врховној ради.
На председничким изборима 1999. године, освојио је 22,24% гласова у првом кругу, завршивши на другом месту. У другом кругу је освојио 37,8% гласова, а победио је Леонид Кучма.
На председничким изборима 2004. године, освојио је само 5% гласова због тада актуелних политичара који су учествовали у тзв. Наранџастој револуцији.
Поновно је постао посланик у Врховној ради након парламентарних избора 2007. године и поновно изабран за првог секретара КПУ.
Године 2009, био је један од иницијатора и оснивача коалиције левих странака, назване Блок снага левице и левог центра. Једногласно је био изабран за лидера коалиције.
На председничким изборима 2010. године, као кандидат Блока снага левице и левог центра, освојио је 3,53% гласова, завршивши на петом месту.